# 569 TCN
569 TCN là một năm trong lịch La Mã.